# Sfeniskt tal

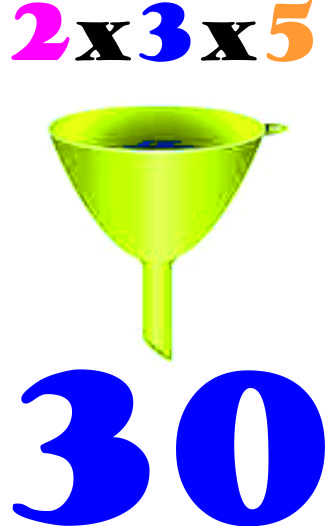
30 är det minsta sfeniska talet, dvs. ett tal som kan bildas av tre unika primtalsfaktorer.

Inom talteorin är ett sfeniskt tal (engelska: Sphenic number) ett positivt heltal som är produkten av tre olika primtal.
Observera att denna definition är striktare än att bara kräva att heltal har exakt tre primtalsfaktorer, till exempel så har 60 = 2^2 × 3 × 5 exakt 3 primtalsfaktorer, men är inte ett sfeniskt tal.
Alla sfeniska tal har exakt åtta delare. Om vi uttrycker sfeniskt tal som {\displaystyle n=p\cdot q\cdot r}, där p, q och r är distinkta primtal, då kommer mängden av delarna till n att vara:
{\displaystyle \left\{1,\ p,\ q,\ r,\ pq,\ pr,\ qr,\ n\right\}.}
Alla sfeniska tal är per definition kvadratfria, eftersom primtalsfaktorerna måste vara distinkta.
Möbiusfunktionen är −1 i alla sfeniska tal.
Cirkeldelningspolynomet {\displaystyle \Phi _{n}(x)}, för alla sfeniska tal n, kan innehålla godtyckligt stora koefficienter (för n:te produkten av två primtal är koefficienterna {\displaystyle \pm 1} eller 0).
De första sfeniska talen är:
30, 42, 66, 70, 78, 102, 105, 110, 114, 130, 138, 154, 165, 170, 174, 182, 186, 190, 195, 222, 230, 231, 238, 246, 255, 258, 266, 273, 282, 285, 286, 290, 310, 318, 322, 345, 354, 357, 366, 370, 374, 385, 399, 402, 406, 410, 418, 426, 429, 430, 434, 435, 438, … (talföljd A007304 i OEIS)
Det första fallet av två på varandra följande heltal som är sfeniska tal är 230 = 2 × 5 × 23 och 231 = 3 × 7 × 11. Det första fallet av tre på varandra följande heltal som är sfeniska tal är 1309 = 7 × 11 × 17, 1310 = 2 × 5 × 131 och 1311 = 3 × 19 × 23. Det finns inget fall av mer än tre, eftersom vart fjärde heltal är delbart med 4 = 2 × 2 och därför inte kvadratfritt.
Sedan januari 2016 är det största kända sfeniska talet (274207281 − 1) × (257885161 − 1) × (243112609 − 1), det vill säga produkten av de tre största kända primtalen.